# Аннамалай Четтиар
Сэр Сатаппа Раманатха Муттайя Аннамалай Четтиар (англ. Annamalai Chettiar, там. மு. அண்ணாமலை); 30 сентября 1881, Сиваганга, Тамилнад, Британская Индия — 15 июня 1948, Мадрас, Индия) — индийский предприниматель, банкир
, педагог и меценат, государственный деятель. Обладатель почётного титула Деван Бахадур.

## Биография
Сын банкира. Рано присоединился к семейному бизнесу и расширил банковские операции на Юго-Восточную Азию. Один из основателей Indian Bank.
В 1916 году был избран в Законодательный совет Мадраса, где проработал 3 года. В 1920 году баллотировался на выборах в Государственный совет и занимал место в совете три срока подряд.
С 1921 года занимал пост первого управляющего Имперского банка Индии.
В 1923 году удостоен рыцарского звания. В 1929 году получил наследственный титул раджи Четтинада.
В 1929 году основал названный в его честь Аннамалайский университет в городе Чидамбарам.